# Melaloncha lingula
Melaloncha lingula är en tvåvingeart som beskrevs av Brown 2005. Melaloncha lingula ingår i släktet Melaloncha och familjen puckelflugor.
Artens utbredningsområde är Bolivia. Inga underarter finns listade i Catalogue of Life.